# Erickson Gallardo
Erickson Yirson Gallardo Toro (Barinas, 25 marzo 1996) è un calciatore venezuelano, attaccante del Monagas e della nazionale venezuelana.

## Caratteristiche tecniche
È un'ala destra.

## Carriera
Cresciuto nel settore giovanile dello Zamora FC, ha esordito in prima squadra il 16 febbraio 2014 disputando l'incontro di campionato vinto 4-0 contro l'Atlético El Vigía.
Il 9 luglio 2019 si è trasferito in MLS, passando al Toronto FC.

## Palmarès
- Campionato venezuelano: 4

Zamora FC: 2013-2014, 2015, 2016, 2018
- USL Championship: 1

Phoenix Rising: 2023